# Domenico Comparetti
Domenico Comparetti, född 27 juni 1835, död 20 januari 1927, var en italiensk klassisk filolog.
Comparetti blev 1859 professor i grekiska vid universitetet i Pisa, därefter i Florens och slutligen i Rom. Från 1884 var han föreståndare för Museo italiano di antichità classica i Rom. Bland Comparettis skrifter märks Virgilo nel medio evo (2 band, 1872), Il Kalevala (1891), Le nozze di Bacco ed Arianna (1921). Han utgav även Le leggi di Gortyna (1893) samt tillsammans med Alessandro d'Ancona Conti e racconti del popolo italiano (9 band, 1870-1891).